# Aix (Corrèze)
Aix is een gemeente in het Franse departement Corrèze (regio Nouvelle-Aquitaine) en telt 307 inwoners (1999). De plaats maakt deel uit van het arrondissement Ussel.

## Geografie
De oppervlakte van Aix bedraagt 46,4 km², de bevolkingsdichtheid is 6,6 inwoners per km².

## Verkeer en vervoer
In de gemeente ligt spoorwegstation Aix-La Marsalouse.
De onderstaande kaart toont de ligging van Aix (Corrèze) met de belangrijkste infrastructuur en aangrenzende gemeenten.

## Demografie
Onderstaande figuur toont het verloop van het inwonertal (bron: INSEE-tellingen).